# Cinnycerthia
Cinnycerthia – rodzaj ptaków z rodziny strzyżyków (Troglodytidae).

## Rozmieszczenie geograficzne
Rodzaj obejmuje gatunki występujące w Ameryce Południowej.

## Morfologia
Długość ciała 14,5–16,5 cm, masa ciała 14,8–29 g.

## Systematyka
Rodzaj zdefiniował w 1844 roku francuski zoolog René Lesson w artykule poświęconym katalogowemu spisowi nowych i mało znanych ptaków z kolekcji Abeillé’a, opublikowanym w czasopiśmie L’Écho du monde savant et l’Hermès. Gatunkiem typowym jest (oznaczenie monotypowe) rudzielczyk jednobarwny (C. unirufa).

### Etymologia
Cinnycerthia: zbitka wyrazowa nazw rodzajów: Cinnyris Cuvier, 1816 (nektarnik) oraz Certhia Linnaeus, 1758 (pełzacz).

### Podział systematyczny
Do rodzaju należą następujące gatunki:
- Cinnycerthia fulva (P.L. Sclater, 1874) – rudzielczyk jasnolicy
- Cinnycerthia unirufa (Lafresnaye, 1840) – rudzielczyk jednobarwny
- Cinnycerthia olivascens Sharpe, 1882 – rudzielczyk zmiennogłowy
- Cinnycerthia peruana (Cabanis, 1873) – rudzielczyk prążkowany